# ブックフォーラム・リヴィウ

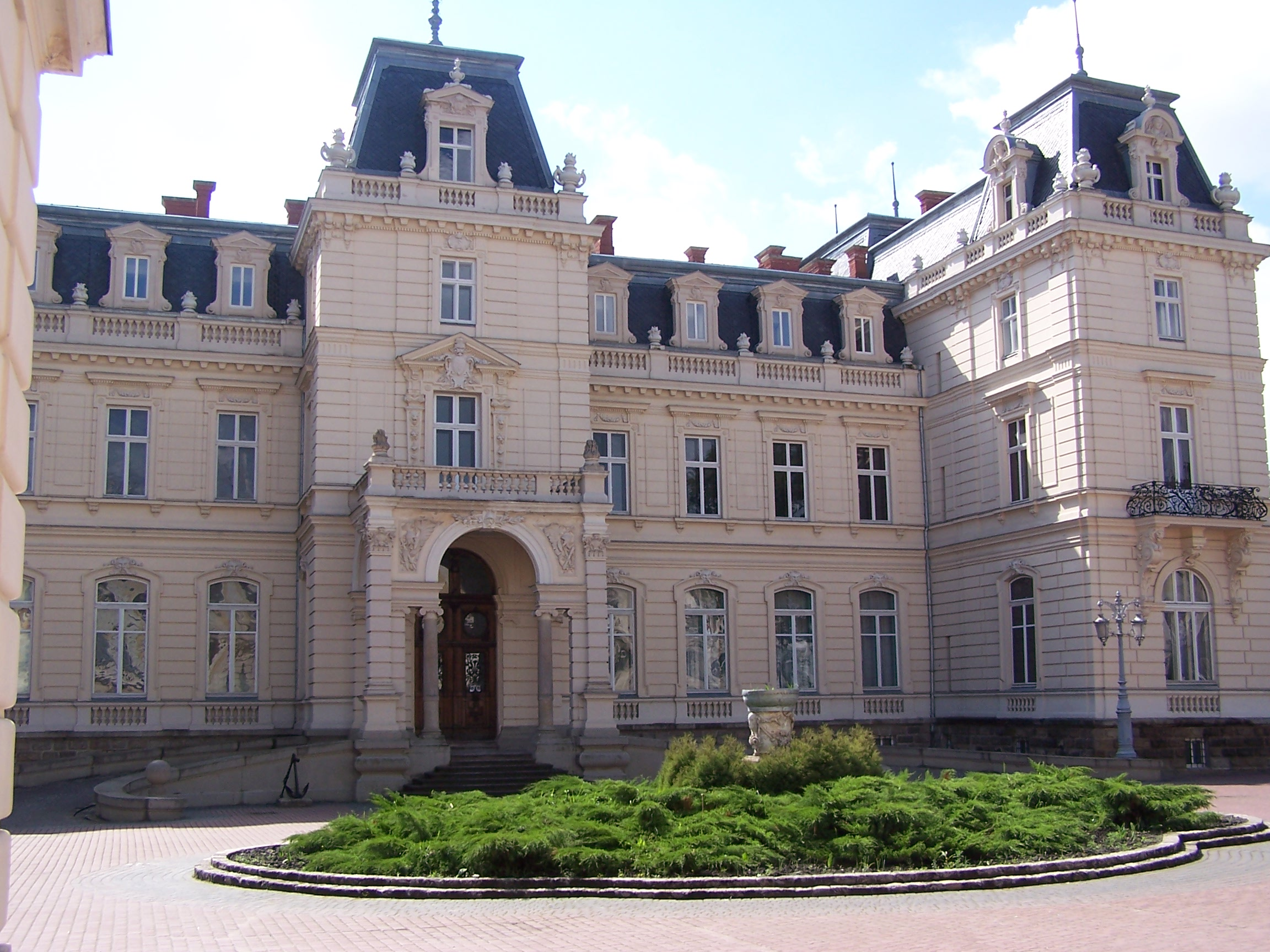
ポトツキ宮殿付近で開催されるブックフォーラム

ブックフォーラム・リヴィウ（ウクライナ語: Book Forum Lviv、略称：BFL）は、ウクライナのリヴィウで毎年9月に開催される書籍見本市および国際文学フェスティバルである。1994年に始まり、2018年までは「リヴィウ出版社フォーラム」（Форум видавців у Львові）として知られていた。主催は市民団体「フォーラム・ヴィダヴツィウ」（ГО «Форум видавців»）。
ウクライナ最大の書籍見本市であり、東ヨーロッパでも有数の規模を誇るイベントである。主要な展示会場はリヴィウ芸術宮殿、ポトツキ宮殿付近、および自由通りのシェフチェンコ像とリヴィウ国立オペラ・バレエ劇場の間に位置するエリアである。
モットーはラテン語で「Amor librorum nos unit」（「本への愛が我々を結ぶ」）。

## 概要
ブックフォーラム・リヴィウは、書籍見本市と国際文学フェスティバルを組み合わせたイベントで、出版業界の専門家や一般の読者、作家、翻訳者、編集者、芸術家などが一堂に会する。毎年特定のテーマを中心にプログラムが構成され、歴史、戦争、メディア、コミック、教育、ビジネス、哲学、科学技術、健康、旅行、ライフスタイルなど多岐にわたる分野をカバーする。リヴィウ市内の複数の会場で数百のイベントが開催され、ディスカッション、朗読会、ワークショップ、パフォーマンスなどが含まれる。
2000年には2万5千人の来場者を記録し、2001年には4万人に増加。過去23年間で43カ国から2,500人以上の作家が参加し、出版業界の専門家15,000人以上が訪れた。毎年、リヴィウ以外の地域から1万人以上が来場する。

## 歴史

### 1994年
初回の「リヴィウ出版社フォーラム」は1994年9月、リヴィウ国立博物館で開催された。主催者で後にフォーラムの代表となるオレクサンドラ・コヴァリは、1992～1993年の経済危機でウクライナの書籍販売網が壊滅状態にあったことを背景に、出版業界の関係者をつなぐプラットフォームとしてこのイベントを立ち上げた。初回は書籍見本市と25の専門・文学イベントで構成され、国際ルネサンス財団やウクライナ出版社・書店協会の支援を受けた。モデルとなったのはワルシャワ国際書籍見本市であった。
ロゴはミハイロ・モスクァリがデザインし、2匹の巻貝が本を支える姿が描かれた。これは「無限、再生、不屈、決意、相互作用」を象徴する。

### 主な年表
- 1995年：プレミアム「フォーラム最優秀書籍賞」を創設[2]。
- 1997年：リヴィウ国際文学フェスティバルが独立。「詩と音楽のノンストップ・ナイト」が人気イベントとなる[2]。
- 2001年：海外ゲストの参加開始[2]。
- 2002年：子ども向け読書コンクール「ウクライナ最優秀読者」を開始。最終段階として「ブックマニア」フェスティバルを開催[2]。
- 2006年：慈善活動「子どもに本を贈ろう！」を開始。文学フェスティバルが国際的な規模に拡大[2]。
- 2007年：子ども向けイベントが「フォーラム・ヴィダヴツィウ―子ども向け」として独立。出版業界向け「ビジネス・フォーラム」を開始[2]。
- 2010年：図書館員向けプログラムと国際翻訳フェスティバル「TRANSLIT」を開始[2]。
- 2013年：「国賓ゲスト」制度を導入。初の国賓はポーランド[2]。
- 2018年：イベント名を「ブックフォーラム・リヴィウ」に変更。新ロゴを導入[4]。
- 2020年：新型コロナウイルス感染症の流行のため、初のオンライン開催。テーマは「人口調査：我々は何者か」[5]。
- 2022年：2022年ロシアのウクライナ侵攻により開催日を10月に変更。オンラインとオフラインのハイブリッド形式で開催。英国のヘイ・フェスティバルと連携し、世界的配信を実施[6]。

## 主なゲスト

### 栄誉ゲスト
- 2004年：パウロ・コエーリョ（ブラジル）
- 2009年：ユースタイン・ゴルデル（ノルウェー）
- 2013年：ジグムント・バウマン（ポーランド）
- 2016年：フレデリック・ベグベデール（フランス）

### 特別ゲスト
- 2009年：ユーリー・アンドルーホヴィチ（ウクライナ）、マレク・クラエフスキ（ポーランド）
- 2010年：オクサナ・ザブシュコ（ウクライナ）、ダハブラハ（ウクライナ）
- 2014年：ティモシー・スナイダー（米国）、ソフィ・オクサネン（フィンランド）

### 国賓
- 2013年：ポーランド
- 2014年：ドナウ川流域諸国